# Allmän förmögenhetsskada
Allmän förmögenhetsskada är ett juridiskt skadeståndsrättsligt begrepp som betecknar förmögenhetsskador som berott på en person eller sakskada. Jämför ren förmögenhetsskada. Skadestånd regleras främst i skadeståndslagen (1972:207) (SkL).